# ألفارو بينيدا
ألفارو بينيدا (بالإنجليزية: Álvaro Pineda)‏ هو فارس أمريكي، ولد في 9 نوفمبر 1945 في المكسيك، وتوفي في 18 يناير 1975.